# Pedro Chappé
Pedro Chappé García (ur. 16 sierpnia 1945 w Hawanie, zm. 15 maja 2003) – kubański koszykarz. Brązowy medalista olimpijski z Monachium.
Brał udział w trzech igrzyskach (IO 68, IO 72, IO 76). W 1968 Kubańczycy zajęli jedenaste, w 1972 trzecie, a w 1976 siódme miejsce. W 1971 był brązowym medalistą igrzysk panamerykańskich. Brał również udział w mistrzostwach świata w 1970 i 1974 (czwarte miejsce). Po zakończeniu kariery zawodniczej pracował jako trener, m.in. z reprezentacją narodową.
Jego córka, Taymi Chappé, reprezentowała Kubę i Hiszpanię w szermierce.